# ارین وولگام
ارین وولگام (به انگلیسی: Erin Volcán) (زادهٔ ۱۲ ژانویهٔ ۱۹۸۴) شناگر اهل ونزوئلا است.